# Міжнародний автомобіль року
Міжнародний автомобіль року (англ. International Car of the Year) — міжнародна нагорода в галузі автомобілебудування, яка присуджується щорічно з 1997 року.

## Переможці
- 2015 Kia K900
- 2014 Kia Cadenza
- 2013 Kia Optima
- 2012 Audi A7
- 2011 Hyundai Sonata
- 2010 Ford Taurus
- 2009 Nissan GT-R
- 2008 Honda Accord
- 2007 Lexus LS 460
- 2006 Dodge Charger
- 2005 Honda Civic EX